# Ахмедова, Муборак Марксовна
Муборак Марксовна Ахмедова (25 июня 1969 года, Хорезмская область, Узбекская ССР) — узбекский врач и политический деятель, депутат Законодательной палаты Олий Мажлиса Республики Узбекистан IV созыва. Член Демократической партии Узбекистана «Миллий Тикланиш».

## Биография
Муборак Ахмедова окончила Второй ташкентский государственный медицинский институт (ныне Ташкентская медицинская академия). В 2020 году избрана в Законодательную палату Олий Мажлиса Республики Узбекистан IV созыва, а также назначена на должность члена Комитета по вопросам промышленности, строительства и торговли Законодательной палаты Олий Мажлиса Республики Узбекистан.